# Katharina Elliger
Katharina Elliger (* 3. Juni 1929 in Bauerwitz, Landkreis Leobschütz in Oberschlesien; † 3. November 2019 in Tübingen) war eine deutsche Autorin, die aus ihrer Heimat Schlesien vertrieben wurde. Sie studierte Deutsch, Latein und Theologie und wirkte als Studienrätin am Annette-von-Droste-Hülshoff-Gymnasium in Münster. Sie heiratete 1962 den Gräzisten Winfried Elliger (Akademischer Oberrat an der Universität Tübingen), zog nach Tübingen und bekam mit ihm zwei Kinder. Ab 1964 war sie in Tübingen wissenschaftliche Mitarbeiterin von Herbert Haag. Sie widmete sich literarisch biblischen Themen und war in der Erwachsenenbildung tätig.

## Werke
- Eingraviert. Reflektierte Erinnerungen an Flucht und Vertreibung aus Schlesien. Aschendorff Verlag Münster 2015, ISBN 978-3-402-13133-6.
- Und tief in der Seele das Ferne. Die Geschichte einer Vertreibung aus Schlesien. Rowohlt, Reinbek bei Hamburg, 2004, ISBN 3-499-23653-2.
- Paare in der Bibel. Was damals alles möglich war. Kösel Verlag, 1996, ISBN 3-466-36447-7.

Mitautorin
- mit Herbert Haag und Marianne Grohmann: Schön bist du und verlockend. Große  Paare der Bibel. Herder, Freiburg.
- mit Herbert Haag: Wenn er mich doch küsste. Das hohe Lied der Liebe. Patmos, 2008, ISBN 978-3-491-71321-5.
- mit Herbert Haag: Stört nicht die Liebe. Die Diskriminierung der Sexualität – ein Verrat an der Bibel. Walter, Olten 1986, ISBN 3-530-30101-9.
- mit Herbert Haag: Zur Liebe befreit. Benziger, 1999, ISBN 3-545-20149-X.
- mit Heinz Obermayer, Kurt Speidel und Klaus Vogt: Kleines Stuttgarter Bibellexikon. Katholisches Bibelwerk.